# Futebol nos Jogos Olímpicos de Verão de 1992
O torneio de futebol nos Jogos Olímpicos de Verão de 1992 foi realizado entre 24 de julho e 8 de agosto na Espanha. As partidas foram realizadas em Sabadell, Valência e Zaragoza, além da cidade-sede dos Jogos, Barcelona.
Num jogo emocionante e digno de uma final olímpica, Kiko marcou o gol da vitória da Espanha sobre a Polônia por 3 a 2 no último minuto de jogo e garantiu a primeira medalha de ouro da Fúria no futebol. Com mais de 95 mil espanhóis, entre eles os reis Juan Carlos e sua esposa Sofia, fizeram a festa no estádio Camp Nou. 
Como anfitrião do evento, a Espanha é o terceiro país a conquistar a medalha de ouro no futebol, o mesmo com o Reino Unido em 1908 e a Bélgica em 1920.
Gana venceu a Austrália por 1 a 0 e garantiu o bronze, a primeira medalha do continente africano nesse esporte.

## Sedes
| Barcelona                   | Barcelona                           | Valência                               | Zaragoza                                  | Sabadell                                       |
| --------------------------- | ----------------------------------- | -------------------------------------- | ----------------------------------------- | ---------------------------------------------- |
| Camp Nou Capacidade: 98.787 | Estadi de Sarrià Capacidade: 41.000 | Estádio de Mestalla Capacidade: 52.469 | Estádio de La Romareda Capacidade: 34.596 | Estadi de la Nova Creu Alta Capacidade: 20.000 |
|                             |                                     |                                        |                                           |                                                |

## Medalhistas
|  | ESP Espanha |  | POL Polônia |  | GHA Gana |
|  | José Amavisca Rafael Berges Santiago Cañizares Abelardo Albert Ferrer Josep Guardiola Miguel Hernández Toni Mikel Lasa Juan Manuel López Javier Manjarín Luis Enrique Kiko Alfonso Antonio Pinilla Francisco Soler Gabriel Vidal Roberto Solozábal David Villabona Paqui |  | Dariusz Adamczuk Marek Bajor Jerzy Brzęczek Marek Koźmiński Dariusz Gęsior Marcin Jałocha Tomasz Łapiński Tomasz Wałdoch Aleksander Kłak Andrzej Kobylański Ryszard Staniek Wojciech Kowalczyk Andrzej Juskowiak Grzegorz Mielcarski Piotr Świerczewski Mirosław Waligóra Dariusz Kosela Arkadiusz Onyszko Dariusz Szubert Tomasz Wieszczycki |  | Joachin Yaw Acheampong Simon Addo Sammi Adjei Maxwell Konadu Mamood Amadu Isaac Asare Frank Amankwah Nii Lamptey Bernard Aryee Kwame Ayew Mohammed Gargo Mohammed Kalilu Ibrahim Dossey Samuel Osei Kuffour Samuel Kumah Anthony Mensah Alex Nyarko Yaw Preko Shamo Quaye Oli Rahman |

## Equipes qualificadas
| África - Egito - Gana - Marrocos Ásia - Coreia do Sul - Kuwait - Catar América do Norte, Central e Caribe - México - Estados Unidos | América do Sul - Colômbia - Paraguai Europa - Dinamarca - Itália - Suécia - Polónia - Espanha (país-sede) Oceania - Austrália |

## Arbitragem
| África - MRI Lim Kee Chong - ALG Mohamed Sendid Ásia - UAE Ali Bujsaim - JPN Kiichiro Tachi América do Norte e Central - MEX Arturo Brizio Carter - USA Arturo Ángeles | América do Sul - BRA Márcio Rezende - PAR Juan Francisco Escobar - COL José Torres Cadena Europa - ITA Fabio Baldas - GBR Philip Don - ESP Manuel Díaz Vega - GER Markus Merk - BUL Lube Spassov |

## Primeira fase

### Grupo A
| Time           | Pts | J | V | E | D | GP | GC | SG |
| -------------- | --- | - | - | - | - | -- | -- | -- |
| Polónia        | 5   | 3 | 2 | 1 | 0 | 7  | 2  | +5 |
| Itália         | 4   | 3 | 2 | 0 | 1 | 3  | 4  | –1 |
| Estados Unidos | 3   | 3 | 1 | 1 | 1 | 6  | 5  | +1 |
| Kuwait         | 0   | 3 | 0 | 0 | 3 | 1  | 6  | –5 |

| 24 de julho de 1992 | Itália                    | 2 – 1     | Estados Unidos | Estadi de Sarrià, Barcelona                   |
| 18:00               | Melli 14' · Albertini 21' | Relatório | Moore 65'      | Público: 18,000 Árbitro: ESP Manuel Díaz Vega |

| 24 de julho de 1992 | Polónia           | 2 – 0     | Kuwait | Estádio de La Romareda, Zaragoza                   |
| 20:00               | Juskowiak 7', 80' | Relatório |        | Público: 2,000 Árbitro: PAR Juan Francisco Escobar |

| 27 de julho de 1992 | Estados Unidos                   | 3 – 1     | Kuwait    | Estádio de La Romareda, Zaragoza                 |
| 19:00               | Brose 56' · Lagos 79' · Snow 85' | Relatório | Marwi 16' | Público: 4,500 Árbitro: MRI An-Yan Lim Kee Chong |

| 27 de julho de 1992 | Itália | 0 – 3     | Polónia                                     | Estadi de Sarrià, Barcelona             |
| 21:00               |        | Relatório | Juskowiak 4' · Staniek 48' · Mielcarski 90' | Público: 15,000 Árbitro: GBR Philip Don |

| 29 de julho de 1992 | Estados Unidos       | 2 – 2     | Polónia                       | Estádio de La Romareda, Zaragoza                 |
| 19:00               | Imler 20' · Snow 52' | Relatório | Koźmiński 31' · Juskowiak 40' | Público: 3,000 Árbitro: MRI An-Yan Lim Kee Chong |

| 29 de julho de 1992 | Itália   | 1 – 0     | Kuwait | Estadi de Sarrià, Barcelona                      |
| 21:00               | Melli 9' | Relatório |        | Público: 8,000 Árbitro: MEX Arturo Brizio Carter |

### Grupo B
| Time     | Pts | J | V | E | D | GP | GC | SG |
| -------- | --- | - | - | - | - | -- | -- | -- |
| Espanha  | 6   | 3 | 3 | 0 | 0 | 8  | 0  | +8 |
| Catar    | 3   | 3 | 1 | 1 | 1 | 2  | 3  | –1 |
| Egito    | 2   | 3 | 1 | 0 | 2 | 4  | 6  | –2 |
| Colômbia | 1   | 3 | 0 | 1 | 2 | 4  | 9  | –5 |

| 24 de julho de 1992 | Espanha                                                  | 4 – 0     | Colômbia | Estádio de Mestalla, Valência            |
| 20:00               | Guardiola 10' · Kiko 37' · Berges 41' · Luis Enrique 37' | Relatório |          | Público: 18,000 Árbitro: GER Markus Merk |

| 24 de julho de 1992 | Egito | 0 – 1     | Catar       | Estadi di Nova Creu Alta, Sabadell     |
| 20:00               |       | Relatório | Mustafa 75' | Público: 2,000 Árbitro: GBR Philip Don |

| 27 de julho de 1992 | Colômbia        | 1 – 1     | Catar    | Estadi di Nova Creu Alta, Sabadell               |
| 19:00               | Aristizábal 62' | Relatório | Souf 89' | Público: 4,000 Árbitro: MEX Arturo Brizio Carter |

| 27 de julho de 1992 | Espanha                   | 2 – 0     | Egito | Estádio de Mestalla, Valência               |
| 21:00               | Solozábal 56' · Soler 72' | Relatório |       | Público: 15,000 Árbitro: BRA Márcio Rezende |

| 29 de julho de 1992 | Colômbia                      | 3 – 4     | Egito                                            | Estadi di Nova Creu Alta, Sabadell      |
| 19:00               | Gaviria 8', 83' · Pacheco 14' | Relatório | Youssef 27' · El-Masry 48' · Khashaba 90', 90+1' | Público: 4,500 Árbitro: UAE Ali Bujsaim |

| 29 de julho de 1992 | Espanha                | 2 – 0     | Catar | Estádio de Mestalla, Valência               |
| 21:00               | Alfonso 40' · Kiko 80' | Relatório |       | Público: 19,300 Árbitro: USA Arturo Ángeles |

### Grupo C
| Time          | Pts | J | V | E | D | GP | GC | SG |
| ------------- | --- | - | - | - | - | -- | -- | -- |
| Suécia        | 4   | 3 | 1 | 2 | 0 | 5  | 1  | +4 |
| Paraguai      | 4   | 3 | 1 | 2 | 0 | 3  | 1  | +2 |
| Coreia do Sul | 3   | 3 | 0 | 3 | 0 | 2  | 2  | 0  |
| Marrocos      | 1   | 3 | 0 | 1 | 2 | 2  | 8  | –6 |

| 26 de julho de 1992 | Suécia | 0 – 0     | Paraguai | Estadi de Sarrià, Barcelona                |
| 21:00               |        | Relatório |          | Público: 15,000 Árbitro: BUL Luben Spassov |

| 26 de julho de 1992 | Marrocos  | 1 – 1     | Coreia do Sul       | Estádio de Mestalla, Valência              |
| 21:00               | Bahja 64' | Relatório | Jung Kwang-seok 73' | Público: 2,000 Árbitro: USA Arturo Ángeles |

| 28 de julho de 1992 | Suécia                                   | 4 – 0     | Marrocos | Estadi di Nova Creu Alta, Sabadell             |
| 19:00               | Brolin 13', 68' · Mild 19' · Rödlund 57' | Relatório |          | Público: 5,000 Árbitro: COL José Torres Cadena |

| 28 de julho de 1992 | Paraguai | 0 – 0     | Coreia do Sul | Estádio de Mestalla, Valência              |
| 21:00               |          | Relatório |               | Público: 2,000 Árbitro: ALG Mohamed Sendid |

| 30 de julho de 1992 | Suécia      | 1 – 1     | Coreia do Sul    | Estadi de Sarrià, Barcelona                   |
| 21:00               | Rödlund 50' | Relatório | Seo Jung-won 28' | Público: 12,000 Árbitro: ESP Manuel Díaz Vega |

| 30 de julho de 1992 | Paraguai                               | 3 – 1     | Marrocos   | Estádio de Mestalla, Valência           |
| 21:00               | Arce 43' · Caballero 57' · Gamarra 70' | Relatório | Naybet 87' | Público: 2,000 Árbitro: GER Markus Merk |

### Grupo D
| Time      | Pts | J | V | E | D | GP | GC | SG |
| --------- | --- | - | - | - | - | -- | -- | -- |
| Gana      | 4   | 3 | 1 | 2 | 0 | 4  | 2  | +2 |
| Austrália | 3   | 3 | 1 | 1 | 1 | 5  | 4  | +1 |
| México    | 3   | 3 | 0 | 3 | 0 | 3  | 3  | 0  |
| Dinamarca | 2   | 3 | 0 | 2 | 1 | 1  | 4  | –3 |

| 26 de julho de 1992 | Dinamarca   | 1 – 1     | México             | Estádio de La Romareda, Zaragoza         |
| 19:00               | Thomsen 85' | Relatório | Rotllán 39' (pen.) | Público: 8,000 Árbitro: ITA Fabio Baldas |

| 26 de julho de 1992 | Gana                      | 3 – 1     | Austrália    | Estadi di Nova Creu Alta, Sabadell      |
| 19:00               | Gargo 15' · Ayew 80', 90' | Relatório | Vidmar 90+1' | Público: 4,000 Árbitro: UAE Ali Bujsaim |

| 28 de julho de 1992 | Dinamarca | 0 – 0     | Gana | Estádio de La Romareda, Zaragoza                   |
| 19:00               |           | Relatório |      | Público: 5,000 Árbitro: PAR Juan Francisco Escobar |

| 28 de julho de 1992 | México        | 1 – 1     | Austrália     | Estadi de Sarrià, Barcelona                 |
| 21:00               | Castañeda 64' | Relatório | Arambasic 23' | Público: 10,000 Árbitro: JPN Kiichiro Tachi |

| 30 de julho de 1992 | Dinamarca | 0 – 3     | Austrália                             | Estádio de La Romareda, Zaragoza         |
| 19:00               |           | Relatório | Markovski 32' · Mori 60' · Vidmar 75' | Público: 3,000 Árbitro: ITA Fabio Baldas |

| 30 de julho de 1992 | México      | 1 – 1     | Gana     | Estadi di Nova Creu Alta, Sabadell             |
| 19:00               | Rotllán 29' | Relatório | Ayew 83' | Público: 6,000 Árbitro: COL José Torres Cadena |

## Fase final
|  | Quartas de final        | Quartas de final        |                         |      | Semifinais     | Semifinais     |  |  | Final                   | Final |
|  |                         |                         |                         |      |                |                |  |  |                         |       |
|  | 1 de agosto – Valência  |                         |                         |      |                |                |  |  |                         |       |
|  |                         |                         |                         |      |                |                |  |  |                         |       |
|  | Espanha                 | 1                       |                         |      |                |                |  |  |                         |       |
|  | Espanha                 | 1                       | 5 de agosto – Valência  |      |                |                |  |  |                         |       |
|  | Itália                  | 0                       |                         |      |                |                |  |  |                         |       |
|  | Itália                  | 0                       | Espanha                 | 2    |                |                |  |  |                         |       |
|  | 2 de agosto – Zaragoza  |                         | Espanha                 | 2    |                |                |  |  |                         |       |
|  |                         | Gana                    | 0                       |      |                |                |  |  |                         |       |
|  | Gana (pro)              | Gana                    | 0                       | 4    |                |                |  |  |                         |       |
|  | Gana (pro)              |                         | 8 de agosto – Barcelona | 4    |                |                |  |  |                         |       |
|  | Paraguai                | 2                       |                         |      |                |                |  |  |                         |       |
|  | Paraguai                | 2                       | Polónia                 | 2    |                |                |  |  |                         |       |
|  | 1 de agosto – Barcelona |                         | Polónia                 | 2    |                |                |  |  |                         |       |
|  |                         | Espanha                 | 3                       |      |                |                |  |  |                         |       |
|  | Polónia                 | Espanha                 | 3                       | 2    |                |                |  |  |                         |       |
|  | Polónia                 | 5 de agosto – Barcelona |                         | 2    |                |                |  |  |                         |       |
|  | Catar                   | 0                       |                         |      |                |                |  |  |                         |       |
|  | Catar                   | 0                       | Polónia                 | 6    | Terceiro lugar | Terceiro lugar |  |  |                         |       |
|  | 2 de agosto – Barcelona |                         | Polónia                 | 6    | Terceiro lugar | Terceiro lugar |  |  |                         |       |
|  |                         | Austrália               | 1                       |      |                |                |  |  |                         |       |
|  | Suécia                  | Austrália               | 1                       | 1    | Austrália      | 0              |  |  |                         |       |
|  | Suécia                  |                         |                         | 1    | Austrália      | 0              |  |  |                         |       |
|  | Austrália               | 2                       |                         | Gana | 1              |                |  |  |                         |       |
|  | Austrália               | 2                       |                         |      | 1              |                |  |  |                         |       |
|  |                         |                         |                         |      |                |                |  |  | 7 de agosto – Barcelona |       |
|  |                         |                         |                         |      |                |                |  |  |                         |       |

### Quartas de final
| 1 de agosto de 1992 | Espanha  | 1 – 0     | Itália | Estádio de Mestalla, Valência               |
| 19:00               | Kiko 38' | Relatório |        | Público: 28,000 Árbitro: BRA Márcio Rezende |

| 1 de agosto de 1992 | Polónia                     | 2 – 0     | Catar | Camp Nou, Barcelona                         |
| 21:30               | Kowalczyk 42' · Jałocha 74' | Relatório |       | Público: 25,000 Árbitro: ALG Mohamed Sendid |

| 2 de agosto de 1992 | Gana                                | 4 – 2 (pro) | Paraguai                           | Estádio de La Romareda, Zaragoza        |
| 19:00               | Ayew 17', 55', 120+1' · Rahman 114' | Relatório   | Acheampong 78' (g.c.) · Campos 81' | Público: 5,000 Árbitro: UAE Ali Bujsaim |

| 2 de agosto de 1992 | Suécia        | 1 – 2     | Austrália                  | Camp Nou, Barcelona                               |
| 21:30               | Andersson 62' | Relatório | Markovski 30' · Murphy 55' | Público: 30,000 Árbitro: MEX Arturo Brizio Carter |

### Semifinal
| 5 de agosto de 1992 | Espanha                   | 2 – 0     | Gana | Estádio de Mestalla, Valência                     |
| 19:00               | Abelardo 26' · Berges 54' | Relatório |      | Público: 36,000 Árbitro: MEX Arturo Brizio Carter |

| 5 de agosto de 1992 | Polónia                                                          | 6 – 1     | Austrália | Camp Nou, Barcelona                         |
| 21:30               | Kowalczyk 28', 90' · Juskowiak 43', 55', 80' · Murphy 70' (g.c.) | Relatório | Veart 36' | Público: 45,000 Árbitro: BRA Márcio Rezende |

### Disputa pelo bronze
| 7 de agosto de 1992 | Austrália | 0 – 1     | Gana      | Camp Nou, Barcelona                           |
| 20:00               |           | Relatório | Asare 20' | Público: 15,000 Árbitro: ESP Manuel Díaz Vega |

### Final
| 8 de agosto de 1992 | Polónia                       | 2 – 3     | Espanha                      | Camp Nou, Barcelona                             |
| 20:00               | Kowalczyk 45+1' · Staniek 75' | Relatório | Abelardo 65' · Kiko 70', 90' | Público: 95,000 Árbitro: COL José Torres Cadena |

## Classificação final
| Pos.              | Equipe             | PG | J | V | E | D | GP | GC | SG  |
| ----------------- | ------------------ | -- | - | - | - | - | -- | -- | --- |
| Medalha de ouro   | ESP Espanha        | 12 | 6 | 6 | 0 | 0 | 14 | 2  | +12 |
| Medalha de prata  | POL Polônia        | 9  | 6 | 4 | 1 | 1 | 17 | 6  | +11 |
| Medalha de bronze | GHA Gana           | 8  | 6 | 3 | 2 | 1 | 9  | 6  | +3  |
| 4                 | AUS Austrália      | 5  | 6 | 2 | 1 | 3 | 8  | 12 | –4  |
| 5                 | ITA Itália         | 4  | 4 | 2 | 0 | 2 | 3  | 5  | –2  |
| 6                 | SWE Suécia         | 4  | 4 | 1 | 2 | 1 | 6  | 3  | +3  |
| 7                 | PAR Paraguai       | 4  | 4 | 1 | 2 | 1 | 5  | 5  | 0   |
| 8                 | QAT Catar          | 3  | 4 | 1 | 1 | 2 | 2  | 5  | –3  |
| 9                 | USA Estados Unidos | 3  | 3 | 1 | 1 | 1 | 6  | 5  | +1  |
| 10                | MEX México         | 3  | 3 | 0 | 3 | 0 | 3  | 3  | 0   |
| 11                | KOR Coreia do Sul  | 3  | 3 | 0 | 3 | 0 | 2  | 2  | 0   |
| 12                | EGY Egito          | 2  | 3 | 1 | 0 | 2 | 4  | 6  | –2  |
| 13                | DEN Dinamarca      | 2  | 3 | 0 | 2 | 1 | 1  | 4  | –3  |
| 14                | COL Colômbia       | 1  | 3 | 0 | 1 | 2 | 4  | 9  | –5  |
| 15                | MAR Marrocos       | 1  | 3 | 0 | 1 | 2 | 2  | 8  | –6  |
| 16                | KUW Kuwait         | 0  | 3 | 0 | 0 | 3 | 1  | 6  | –5  |

## Artilharia
7 gols (1)
- POL Andrzej Juskowiak

6 gols (1)
- GHA Kwame Ayew

5 gols (1)
- ESP Kiko

4 gols (1)
- POL Wojciech Kowalczyk

2 gols
| - AUS Tony Vidmar - AUS John Markovski - COL Hernán Gaviria - EGY Hady Khashaba | - ITA Alessandro Melli - MEX Francisco Rotllán - POL Ryszard Staniek - ESP Abelardo | - ESP Rafael Berges - SWE Jonny Rödlund - SWE Tomas Brolin - USA Steve Snow |

1 gol
| - AUS Carl Veart - AUS Damian Mori - AUS Shaun Murphy - AUS Zlatko Arambasic - COL Víctor Aristizábal - COL Víctor Pacheco - DEN Claus Thomsen - EGY Ibrahim El-Masry - EGY Mohamed Youssef - GHA Isaac Asare - GHA Mohammed Gargo - GHA Oli Rahman - ITA Demetrio Albertini | - KOR Jung Kwang-seok - KOR Seo Jung-won - KUW Ali Marwi - MEX Jorge Castañeda - MAR Ahmed Bahja - MAR Noureddine Naybet - PAR Carlos Gamarra - PAR Francisco Arce - PAR Jorge Campos - PAR Mauro Caballero - POL Grzegorz Mielcarski - POL Marcin Jałocha - POL Marek Koźmiński | - QAT Mahmoud Soufi - QAT Mubarak Mustafa - ESP Alfonso - ESP Paco Soler - ESP Pep Guardiola - ESP Luis Enrique - ESP Roberto Solozábal - SWE Håkan Mild - SWE Patrik Andersson - USA Dario Brose - USA Erik Imler - USA Joe-Max Moore - USA Manny Lagos |

Gols contra
- AUS Shaun Murphy (para a Polônia)
- GHA Joachin Yaw Acheampong (para o Paraguai)